# Jarno Pihlava
Jarno Pihlava (* 14. Mai 1979 in Raisio) ist ein finnischer Schwimmsportler. Sein bisher größter Erfolg war der zweite Platz bei den Schwimmeuropameisterschaften 2000 in Helsinki in der Disziplin 100 m Brust.
Jarno Pihlava begann im Alter von sieben Jahren das Schwimmen. Heute ist er Mitglied des Vereins "Raision Urheilijat" und wird von Jarmo Rosama trainiert.
Seine bisher größten Erfolge:
- 9. Platz über 100 m Brust bei der Junioren-EM in Kopenhagen 1996
- 5. Platz mit der 4 × 50-m-Lagenstaffel bei der Kurzbahn-EM in Lissabon 1999
- 2. Platz über 100 m Brust bei den Schwimmeuropameisterschaften in Helsinki 2000
- 11. Platz über 100 m Brust bei den Olympischen Spielen in Sydney 2000
- 16. Platz über 100 m Brust bei den Schwimmweltmeisterschaften 2001 in Fukuoka
- 4. Platz über 100 m Brust und 5. Platz über 200 m Brust bei den Schwimmeuropameisterschaften in Berlin 2002
- 13. Platz über 100 m Brust bei den Olympischen Spielen in Athen 2004